# Fenômeno social
Fenômeno social (português brasileiro) ou fenómeno social (português europeu) é qualquer comportamento, ação ou evento que ocorre devido à influência social, incluindo influências sociais contemporâneas e históricas. Eles são frequentemente o resultado de processos multifacetados que adicionam dimensões cada vez maiores à medida que operam através de nós individuais de pessoas. Por isso, os fenômenos sociais são inerentemente dinâmicos e operam dentro de um tempo e contexto histórico específicos.
Fenômenos sociais são dados observáveis e mensuráveis. As noções psicológicas podem conduzi-los, mas essas noções não são diretamente observáveis; apenas os fenômenos que os expressam.